# 部官镇
部官镇，原为部官乡，是中华人民共和国山西省运城市平陆县下辖的一个乡镇级行政单位。2021年4月20日，撤乡设镇。

## 行政区划
部官镇下辖以下地区：
部官村、计都村、西太村、东太村、郑沟村、皂坡村、坂头村、董庄村、柴庄村、下牛村、上牛村、黑窑村、阳朝村、东祁村和西祁村。